# Amélie Cocheteux
Amélie Cocheteux (ur. 27 marca 1978 w Amiens) – francuska tenisistka o statusie profesjonalnym.
Jest zawodniczką leworęczną z oburęcznym Bekhendem. Wygrała cztery turnieje ITF. W turniejach wielkoszlemowych najwyższy wynik osiągnęła w 1999 roku w US Open (III runda). 10 maja 1999 zajmowała najwyższe miejsce w rankingu indywidualnym – 55, a 18 września 2000 osiągnęła najwyższe miejsce w klasyfikacji gry podwójnej – 61.
Jako juniorka wygrała French Open w 1995 roku.

## Wygrane turnieje rangi ITF
| turnieje z pulą nagród 100 000 $ |
| turnieje z pulą nagród 75 000 $  |
| turnieje z pulą nagród 50 000 $  |
| turnieje z pulą nagród 25 000 $  |
| turnieje z pulą nagród 15 000 $  |
| turnieje z pulą nagród 10 000 $  |

### Gra pojedyncza
|    | Data       | Turniej        | ($)    | Naw.      | Finalistka       | Wynik         |
| 1. | 14/05/1995 | Le Touquet     | 10 000 | ziemna    | Patty van Acker  | 6:2, 6:1      |
| 2. | 22/06/1997 | Marsylia       | 50 000 | ziemna    | Mirjana Lučić    | 4:6, 7:5, 6:4 |
| 3. | 07/06/1998 | Londyn         | 25 000 | trawiasta | Seda Noorlander  | 6:2, 6:4      |
| 4. | 25/10/1998 | Joué-lès-Tours | 25 000 | twarda    | Stéphanie Foretz | 6:1, 6:1      |

## Finały juniorskich turniejów wielkoszlemowych

### Gra pojedyncza (1)
| Końcowy wynik | Rok  | Turniej     | Nawierzchnia | Przeciwniczka       | Wynik finału |
| Zwyciężczyni  | 1995 | French Open | Ceglana      | Marlene Weingärtner | 7:5, 6:4     |